# گوزن فریادکش بزرگ
آهوی فریادکش بزرگ (نام علمی: Muntiacus vuquangensis) نام یک گونه از سرده آهوی فریادکش است.